# Neoliotomus
Neoliotomus is een geslacht van uitgestorven Noord-Amerikaanse zoogdieren uit het Paleoceen. Het leefde in het tijdperk onmiddellijk na het uitsterven van de laatste dinosauriërs en was lid van de orde Multituberculata. Het ligt binnen de onderorde Cimolodonta en de superfamilie Ptilodontoidea. Anders dan dat, zijn de affiniteiten enigszins onduidelijk.
Het geslacht Neoliotomus ('nieuwe Liotomus') werd in 1930 benoemd door Glenn Lowell Jepsen. Een tweede soort werd eerst benoemd in Eucosmodon.

## Soorten
De typesoort Neoliotomus conventus, benoemd door Jepsen in 1930, is bekend van de DeBequeformatie uit het Clarkforkien (Paleoceen) van Wyoming en van de Fort Unionformatie van Montana en Colorado. Dit is een vrij grote multituberculaat van rond de 1,9 kilogram. Het holotype specimen PM VPPU 013297 in 1929 gevonden door Sven A. Dorf bij de Paint Creek, bevindt zich in het Peabody Museum of Natural History aan de Yale University. Het bestaat uit een linkeronderkaak.
De soort Neoliotomus ultimus werd in 1928 benoemd door Walter Granger en George Gaylord Simpson als Eucosmodon ultimus, 'de laatste'. De soort werd in 1982 door David W. Krause in het geslacht Neoliotomus geplaatst. Fossiele overblijfselen werden gevonden in lagen van het Clarkforkian (Paleoceen) van Wyoming en Colorado. Deze soort is van een behoorlijk aantal locaties bekend. Het is weer een grote multituberculaat, een van de zwaarste van zijn tijd, die misschien twee kilogram woog. Het holotype is UCMP 44003.